# جرج کارلسون (بازیکن فوتبال)
جرج کارلسون (انگلیسی: George Carlson; ۲۷ ژوئیهٔ ۱۹۲۵ – اوت ۲۰۰۶) بازیکن فوتبال اهل بریتانیا بود.
از باشگاه‌هایی که در آن بازی کرده‌است می‌توان به باشگاه فوتبال ترانمره راورز اشاره کرد.